# Synagogue de Haguenau
La synagogue de Haguenau est un monument historique situé à Haguenau, dans le département français du Bas-Rhin.

## Localisation
Ce bâtiment est situé 3, rue du Grand-Rabbin-Joseph-Bloch à Haguenau.
Le cimetière israélite (XIIe siècle) contient environ 3 000 tombes dont la plus ancienne serait de 1654. Il est situé rue d'Ivraie,. D’origine médiévale, il a servi également de lieu de sépulture aux juifs des villages environnants.

## Historique
La synagogue actuelle a été construite par Léopold en 1820 et a fait l'objet d'une inscription sur l'inventaire supplémentaire des monuments historiques par arrêté du 29 août 1984,.
Saccagée durant l'Occupation et endommagée par un bombardement à la Libération, la synagogue a été restaurée, avec ses dépendances en 1959.  Dans son entrée, on peut admirer les plaques provenant de 2 synagogues plus anciennes (1492 et 1683).

## Architecture

Entrée synagogue.

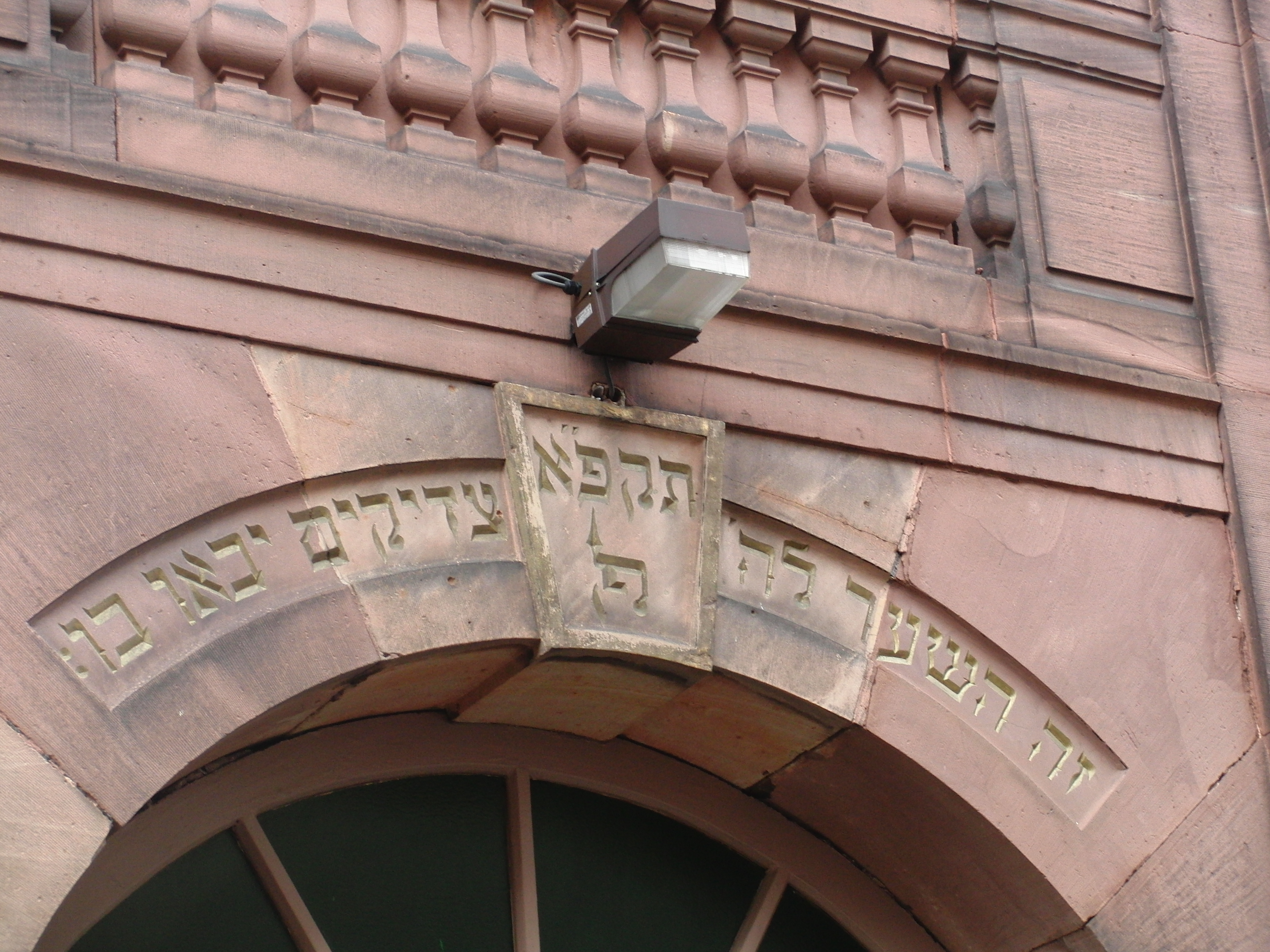
Détail des inscriptions.

De style classique du 1er quart XIXe siècle, avec une façade à pilastres, entablement et fronton. C'est un édifice construit en 1820. 
Gros œuvre en pierre de taille et moellon, élévation intérieure à 3 vaisseaux, couverture en tuile plate.
La municipalité a fait don à la synagogue de deux magnifiques vitraux d'art, placés des deux côtés de l'Arche sainte, ils sont l'œuvre du peintre-vitrier Tristan Ruhlmann,.
Inventaire du mobilier :
- L'orgue Wetzel de Benfeld[9] était le premier orgue installé dans une synagogue d'Alsace. Il fut transféré en 1897 à la synagogue de Haguenau[10] et disparu en 1940.
- fontaines d'ablutions (fontaine de synagogue)[11],[12],[13],[14],
- tympan[15],[16],
- plaque commémorative[17],
- tronc[18],
- chandelier de Hanouca (chandelier de reconsécration)[19],
- lustre[20],
- bas-relief[21].